# Humblotiella odontolabia
Humblotiella odontolabia là một loài thực vật có mạch trong họ Dennstaedtiaceae. Loài này được (Baker) Tardieu miêu tả khoa học đầu tiên năm 1956.